# Коста Малказанов
Коста Иванов Малказанов е деец на БРСДП (т.с.), родом от град Копривщица.
По професия Коста Малказанов е сладкар и работи като такъв в Пловдив и София. Поканен от съгражданина си Антон Иванов, започва да се занимава със синдикална дейност, като се бори за по-добро съществуване, осемчасов работен ден и повишаване на заплащането. С комунистическа дейност започва да се занимава след запознанството си с Васил Коларов, станало посредством неговата съпруга Цветана Тодорова – Коларова.
По време на Първата световна война той се намира на Добруджанския фронт и провежда антивоенна агитация и пропаганда, за което го грозят арест и екзекуция. При тези обстоятелства Коста Малказанов предпочита да дезертира от армията.
Заловен от Румънските власти, Коста е натикан в концентрационен лагер. Оттам успява да избяга с неколцина съмишленици и да се прехвърли в Русия. Там също минава през арести и лагери, но все пак има възможността да вземе участие в Октомврийската революция. В бой с бялата гвардия на генерал Антон Деникин Коста Малказанов загива на Царицинския фронт през 1918 година.